# 태백로
태백로(Taebaek-ro)는 강원특별자치도 태백시 화전동 두문동재터널과 경상북도 봉화군 석포면 육송정삼거리를 잇는 도로이다.

## 역사
- 2009년 7월 10일 : 2개 이상 시·도에 걸쳐 있는 도로로 태백로를 고시[1]

## 주요 경유지
강원특별자치도
- 태백시 (삼수동 - 황연동 - 상장동 - 문곡소도동 - 장성동 - 구문소동)

경상북도
- 봉화군 석포면

## 노선
| 이름                                   | 접속 노선                                        | 소재지          | 소재지                 | 비고                                                           |
| 강원남로와 직결                        | 강원남로와 직결                                  | 강원남로와 직결 | 강원남로와 직결        | 강원남로와 직결                                                |
| -------------------------------------- | ------------------------------------------------ | --------------- | ---------------------- | -------------------------------------------------------------- |
| 두문동재터널(상행) 두문동재2터널(하행) |                                                  | 태백시          | 삼수동                 | 국도 제38호선 구간 봉화 방면 연장 1,363m 태백 방면 연장 2,470m |
| 용수교                                 |                                                  | 태백시          | 삼수동                 | 국도 제38호선 구간 태백 방면                                   |
| 용소교(상행) 용소1교(하행)             |                                                  | 태백시          | 삼수동                 | 국도 제38호선 구간                                             |
| 용연삼거리                             |                                                  | 태백시          | 삼수동                 | 국도 제38호선 구간                                             |
| 추전역삼거리                           | 싸리밭길                                         | 태백시          | 삼수동                 | 국도 제38호선 구간                                             |
| 태백운전면허시험장                     | 고원로                                           | 태백시          | 삼수동                 | 국도 제38호선 구간                                             |
| 화전사거리                             | 국도 제35호선 (백두대간로)                       | 태백시          | 삼수동                 | 국도 제35, 38호선 구간                                         |
| 태서교                                 |                                                  | 태백시          | 황연동                 | 국도 제35, 38호선 구간                                         |
| 황지교사거리                           | 국도 제38호선 (강원남부로) 시장북길              | 태백시          | 황연동                 | 국도 제35, 38호선 구간                                         |
| (중앙교 서단)                          | 번영로                                           | 태백시          | 황연동                 | 국도 제35호선 구간                                             |
| 연화2교                                |                                                  | 태백시          | 상장동                 | 국도 제35호선 구간                                             |
| 삼거2교                                | 상장로                                           | 태백시          | 상장동                 | 국도 제35호선 구간                                             |
| 상장삼거리                             | 국도 제31호선 (태백산로)                         | 태백시          | 상장동                 | 국도 제31, 35호선 구간                                         |
| (종합경기장입구)                       | 연화산길                                         | 태백시          | 문곡소도동             | 국도 제31, 35호선 구간                                         |
| 문곡교 하문곡교                        |                                                  | 태백시          | 문곡소도동             | 국도 제31, 35호선 구간                                         |
| 신흥교                                 |                                                  | 태백시          | 장성동                 | 국도 제31, 35호선 구간                                         |
| 장성교                                 | 장성로                                           | 태백시          | 장성동                 | 국도 제31, 35호선 구간                                         |
| 장성터널                               |                                                  | 태백시          | 장성동                 | 국도 제31, 35호선 구간 연장 450m                               |
| 장성터널                               | 구문소동                                         | 태백시          |                        | 국도 제31, 35호선 구간 연장 450m                               |
| 문화교                                 | 장성로 메밀들1길                                 | 태백시          | 국도 제31, 35호선 구간 |                                                                |
| 신태백교                               |                                                  | 태백시          | 국도 제31, 35호선 구간 |                                                                |
| 태백 교차로                            | 국도 제31호선 국도 제35호선 (소천 ~ 도계간 도로) | 태백시          | 국도 제31, 35호선 구간 |                                                                |
| 동점터널                               |                                                  | 태백시          | 연장 89.5m             |                                                                |
| 구문소삼거리                           | 동태백로                                         | 태백시          |                        |                                                                |
| 동점역                                 |                                                  | 태백시          |                        |                                                                |
| 육송정삼거리                           | 지방도 제910호선 (청옥로)                        | 봉화군          | 석포면                 |                                                                |

## 주요 건물 및 시설
- 태백 용연굴 (강원특별자치도 태백시 태백로 283-29)
- 화전초등학교 (강원특별자치도 태백시 태백로 368)
- 삼수동 행정복지센터 (강원특별자치도 태백시 태백로 758)
- 태서초등학교 (강원특별자치도 태백시 태백로 802)
- 황지중앙초등학교 (강원특별자치도 태백시 태백로 810)
- 화전119안전센터 (강원특별자치도 태백시 태백로 814)
- 태백시보건소 (강원특별자치도 태백시 태백로 905)
- 태백소방서 (강원특별자치도 태백시 태백로 1120)
- 태백도서관 (강원특별자치도 태백시 태백로 1126)
- 상장동 행정복지센터 (강원특별자치도 태백시 태백로 1182)
- 상장중학교 (강원특별자치도 태백시 태백로 1221)
- 상장초등학교 (강원특별자치도 태백시 태백로 1223)
- 고원체육관 (강원특별자치도 태백시 태백로 1485)
- 태백초등학교 (강원특별자치도 태백시 태백로 1811)
- 대한석탄공사 장성광업소 (강원특별자치도 태백시 태백로 1889)
- 태백고생대자연사박물관 (강원특별자치도 태백시 태백로 2249)
- 동점역 (강원특별자치도 태백시 태백로 2382)